# Estela Canto
Alba Estela Canto (Buenos Aires, 4 de septiembre de 1915-ibíd., 3 de junio de 1994) fue una escritora, periodista y traductora argentina.

## Biografía
Descendiente de una tradicional familia del Uruguay, algunos de sus antepasados fueron importantes militares. Su hermano, Patricio Canto, fue autor del ensayo El caso Ortega y Gasset, sobre el célebre filósofo español José Ortega y Gasset.
Tuvo variados trabajos durante fines de los años 1930 y comienzos de la década de 1940. Entre ellos, fue corredora y bailarina "por pieza" en un local bailable, donde los hombres pagaban a las mujeres un importe para que bailasen determinadas piezas con ellos.
En 1944, en la casa de Adolfo Bioy Casares y Silvina Ocampo, conoce a Jorge Luis Borges. En un principio él no se fijó en ella, pero ella lo observó con admiración (Borges era reputado ya en los círculos literarios), si bien no le interesaban los romances con intelectuales. Luego de otra reunión en casa de Bioy, Borges se ofreció a acompañarla. Caminaron y charlaron hasta tarde, descubriendo entre otras cosas que ambos admiraban a George Bernard Shaw. Borges se enamoró de Canto, a tal punto que ella fue destinataria de varias cartas románticas del escritor, que luego publicaría en su libro de 1989 sobre Borges.
Dice Canto en este libro sobre la relación que mantuvo:

La actitud de Borges me conmovía. Me gustaba lo que yo era para él, lo que él veía en mí. Sexualmente me era indiferente, ni siquiera me desagradaba. Sus besos torpes, bruscos, siempre a destiempo, eran aceptados condescendientemente. Nunca pretendí sentir lo que no sentía.

Contrariando a su madre Leonor Acevedo Suárez, quien no veía con buenos ojos a Canto debido a su pensamiento y su liberalismo sexual (Estela Canto se permitía tener aventuras efímeras con hombres), Borges le propone casamiento. Ella le responde:

Lo haría con mucho gusto, Georgie, pero no olvides que soy una discípula de Bernard Shaw. No podemos casarnos si antes no nos acostamos.

El paso del tiempo fue borrando el amor que Borges sintió por ella, y muchos años más tarde volvieron a encontrarse, como amigos.
El cuento El Aleph le está dedicado, y el original le fue obsequiado por Borges, en gratitud por la ayuda prestada al mecanografiárselo. Este manuscrito fue vendido por Canto a la casa de subastas Sotheby's por treinta mil dólares, y fue comprado por la Biblioteca Nacional de España (Madrid). La reconstrucción de los acontecimientos indican que Estela pidió permiso a Borges para vender El Aleph durante un almuerzo, tomando una botella de vino blanco, en el hotel Dora ubicado en Maipú al 900, frente a la casa de Borges.
Trabajó en la revista Sur y realizó varias traducciones, destacándose la de En busca del tiempo perdido, de Marcel Proust.
En 1979 colaboró en el guion del filme El Fausto criollo, dirigido por Luis Saslavsky.

## Obra
Su obra describe la vida en Buenos Aires en tiempos anteriores al peronismo. En 1989, publicó Borges a contraluz, biografía del célebre escritor, donde contaba intimidades y publicaba cartas.
- 1945 El muro de mármol
- 1950 El retrato y la imagen
- 1953 El hombre del crepúsculo
- 1956 El estanque
- 1962 Luz era su nombre. Firmada por Silvia Moyano del Barco pero atribuida a los hermanos Estela y Patricio Canto
- 1962 La noche y el barro
- 1966 Isabel entre las plantas
- 1973 Los otros, las máscaras
- 1976 La hora detenida
- 1978 El jazmín negro
- 1980 Ronda nocturna
- 1982 Detrás de la medialuna (con el seudónimo de Evelyn Clift)
- 1989 Borges a contraluz

En 1990, el mediometraje La novia de Borges fue producido por el cineasta peruano Ricardo Arroyo sobre la base de una historia escrita por el escritor chileno Omar Pérez Santiago.
Luego se hizo una adaptación cinematográfica en 1999, llamada Un amor de Borges, y que dirigió Javier Torre.

## Premios
- 1945 Premio Municipal por El muro de mármol
- 1945 Premio Imprenta López por El muro de mármol